# Layoune
Layoune è un comune dell'Algeria, situato nella provincia di Tissemsilt.